# Svea (nome)

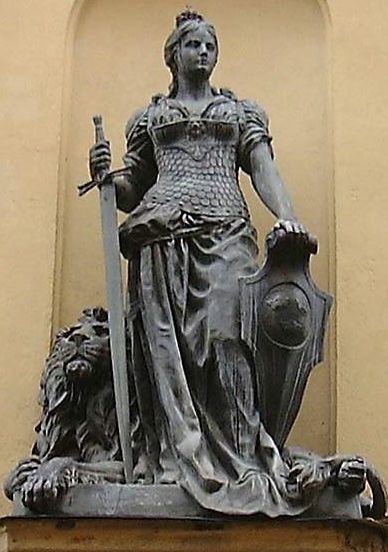
Estátua da Mãe Svea (Moder Svea), símbolo da Suécia

Svea  ( pronúncia)  é um nome próprio feminino de origem sueca, usado na Suécia, e em outros países como p. ex. a Alemanha. Deriva de Svea rike (Reino da Suécia), sendo por isso uma personalização do próprio Reino da Suécia.
É utilizado desde o século XVII, tendo tido a sua maior ocorrência no século XX. 
 É celebrado na Suécia no dia 2 de janeiro.
Hoje em dia, ocorre na língua sueca (Svea), e ainda na alemã (Svea).

## Pessoas com este nome

### Figuras históricas
- Mãe Svea (Moder Svea, símbolo da Suécia)

### Personalidades modernas
- Svea Norén (patinadora sueca)
- Svea Bein (atriz alemã)
- Svea Timander (atriz alemã)
- Svea Dahlqvist (cantora sueca)
- Svea Frisch-Kåge (atriz sueca)
- Svea Holst (atriz sueca)
- Svea Peters (atriz sueca)
- Svea Textorius (cantora de ópera sueca)
- Svea Tyndal (compositora sueca)